# Chiesa universale del regno di Dio

Versione del logo in portoghese.

La Chiesa universale del regno di Dio (Igreja Universal do Reino de Deus in portoghese, la Comunità Cristiana dello Spirito Santo così com'è denominata in Italia) è una Chiesa evangelica pentecostale, nata in Brasile, a Rio de Janeiro, il 9 luglio 1977, il cui fondatore è Edir Macedo. La Chiesa universale in Italia è stata inaugurata nel 1994 da due brasiliani, il vescovo Marcelo Brayner e il pastore José Ricardo Nascimento.

## Dottrina
La Chiesa universale del regno di Dio propone una spiritualità che donerebbe la guarigione interna attraverso la fede in Gesù. Usa moltissimo simboli concreti come veicoli di guarigione: pezzi della croce di Gesù, oli benedetti da ungere sulle foto dei propri cari, rose benedette, ecc.

## Diffusione
Nell'ottobre 1995 la Chiesa universale del regno di Dio contava 1.800.000 di adepti in Brasile, e 150.000 fuori dal paese; più di 2.000 luoghi di riunione in Brasile, e 220 nel resto del mondo tra cui anche in Italia dove la comunità è presente dal 1994. Nel 1998 la Chiesa universale del regno di Dio contava 2.400.000 di fedeli nel mondo (2.000.000 in Brasile). Nel censimento del 2000 è risultata, per numero di adepti, la terza denominazione evangelica del Paese latinoamericano, mentre nel 2014 è risultata essere la prima in assoluto con più di 6.000.000 di membri, ed oltre 2.000 luoghi di culto presenti in 168 Paesi del mondo.

### In Italia
In Italia è presente dal 1994 e la sede principale è a Roma vicino alla stazione Termini, dove opera tutti i giorni della settimana come “Comunità Cristiana dello Spirito Santo” così com'è denominata in Italia, oltre a seguire un calendario di attività liturgiche quotidiane.
Negli anni 2000 l'attività ha conosciuto uno sviluppo, culminato con l'apertura il 14 novembre 2004 a Milano di un nuovo luogo di culto in grado di ospitare fino a quattrocento persone. Altri luoghi di culto si trovano a Napoli, Torino, Firenze, Siracusa, Mantova, Udine, Verona, Genova. Il numero totale di aderenti e frequentatori dei locali di culto italiani supera il migliaio. Particolarmente a Firenze è molto visibile anche l'attività della branca caritativa Cuore d'Oro che va incontro ai più bisognosi distribuendo cibo e bevande.

## Curiosità
Nel 2009, i membri del PT di Dilma Rousseff hanno avviato colloqui con la Chiesa universale del regno di Dio, allo scopo di utilizzare i loro mezzi di comunicazione di massa per avviare una campagna politica. Tuttavia è importante rilevare che la Chiesa universale del regno di Dio è molto vicina alle posizioni del Partito Repubblicano Brasiliano.
Sono proprietari, o controllano indirettamente, di circa cinquanta emittenti radiofoniche, dell'emittente televisiva della Chiesa TV Universal e del 20% dell'emittente televisiva Rede Record di San Paolo in una joint venture con il Grupo Carso (80%) oltre a innumerevoli case editrici comuni e case editrici musicali. Un vero e proprio Impero economico e commerciale come pure il loro Tempio di Salomone di 80 mil m² ricostruito interamente non a Gerusalemme ma bensì a San Paolo, iniziato nel 2010 e terminato il 19 luglio del 2014 che è diventato un importante fattore di attrattiva turistica della città brasiliana capitale dello'Stato di San Paolo.